# Яковенко, Вадим Владимирович
Вади́м Влади́мирович Якове́нко (род. 2 января 1970 года, Сочи, Краснодарский край, РСФСР, СССР) — российский государственный деятель. Руководитель Федерального агентства по управлению государственным имуществом (Росимущество) с 21 декабря 2018 года. Руководитель Главного следственного управления Следственного комитета Российской Федерации по городу Москве в 2011—2015 годах, заместитель руководителя Федеральной миграционной службы в 2015—2016 годах. Кандидат юридических наук (2006), генерал-лейтенант юстиции (2012), действительный государственный советник Российской Федерации 2 класса (2015).

## Биография
Родился 2 января 1970 года в городе Сочи
С 1994 года — сотрудник прокуратуры города Сочи, прошёл карьерный путь от следователя до прокурора Хостинского района города. В 1995 году окончил юридический факультет Кубанского государственного университета.
В 2006 году Яковенко стал сотрудником Администрации Президента Российской Федерации; с февраля по май 2006 года занимал должность федерального, а с мая 2006 года по июнь 2008 года — главного инспектора аппарата полномочного представителя президента в Южном федеральном округе по Краснодарскому краю. Также в 2006 году он успешно защитил диссертацию на соискание учёной степени кандидата юридических наук (тема «Уголовное преследование и роль прокурора в его осуществлении»).
В 2008—2010 годах являлся сотрудником Контрольного управления Администрации Президента Российской Федерации, руководил департаментом контроля за реализацией послания президента и национальных проектов.
В 2010 году Яковенко стал сотрудником Следственного комитета при прокуратуре Российской Федерации; в августе этого года он возглавил Главное следственное управление СКП РФ по городу Москве, сменив на этом посту Анатолия Багмета. 15 января 2011 года на базе СКП РФ был образован Следственный комитет Российской Федерации, а Яковенко стал исполняющим обязанности руководителя Главного следственного управления Следственного комитета РФ по городу Москве.
17 мая 2011 года указом Президента Российской Федерации Яковенко был утверждён в должности руководителя Главного следственного управления Следственного комитета РФ по городу Москве. 11 июня 2011 года ему было присвоено специальное звание «генерал-майор юстиции», а 26 декабря 2012 года — специальное звание «генерал-лейтенант юстиции».
5 февраля 2015 года был освобождён от должности руководителя ГСУ СК РФ по городу Москве, а на следующий день, 6 февраля, назначен на должность заместителя руководителя Федеральной миграционной службы.
С декабря 2016 года Яковенко вновь сотрудник Администрации Президента Российской Федерации, занимал должность главного федерального инспектора по Московской области аппарата полномочного представителя президента в Центральном федеральном округе. Также в 2015—2016 годах входил в Трехстороннюю комиссию по регулированию социально-трудовых отношений, где представлял Правительство Российской Федерации.
21 декабря 2018 года распоряжением Правительства Российской Федерации назначен на должность руководителя Росимущества.
24 июня 2024 года включён в санкционные списки Европейского союза так как «Росимущество активно содействует деятельности России на оккупированных украинских территориях».

## Награды
- Орден Дружбы (2 января 2020 года) — «за достигнутые трудовые успехи и многолетнюю добросовестную работу»[8][9].